# Sekaiichi Hatsukoi
Sekai Ichi Hatsukoi (世界一初恋~小野寺律の場合~, Sekaiichi Hatsukoi~Onodera Ritsu no Baai~, lit. El primer amor del món: el cas d'Onodera Ritsu) és un manga del gènere yaoi escrit i il·lustrat per Shungiku Nakamura. La història tracta entre la tensa relació entre un editor de mangues i el seu cap, que resulten tenir un passat comú. Curiosament, transcorre en el mateix món de Junjou Romantica, de la mateixa autora.
El manga va ser adaptat a anime a partir de 2011, produïda per Studio Deen i sota la direcció de Chiaki Kon.

## Argument
Ritsu Onodera acaba de ser transferit des de l'editorial del seu pare a Marukawa Shoten i és assignat a la secció de manga shojo, on troba la darrera persona que s'esperava: el seu editor en cap, Masamune Takano. La relació entre ambdós no sembla que vagi per bon camí fins que Takano besa inesperadament Onodera, llavors es desvela que en realitat el seu cap és en Saga, el seu antic amor de secundària.

## Personatges
- Ritsu Onodera (小 野寺 律, Onodera Ritsu; seiyū: Takashi Kondo): editor del departament editorial d'Emerald de Marukawa Shoten. Odia la seva personalitat i és un bon treballador.[2]

- Masamune Takano (高 野 政 宗, Takano Masamune; seiyū: Katsuyuki Konishi): editor en cap del departament editorial d'Emerald de Marukawa Shoten. Famós pel seu talent per l'edició. És el primer amor de Ritsu.[2]

- Chiaki Yoshino (吉野 千秋 Yoshino Chiaki; seiyū: Shinnosuke Tachibana): autor de manga shojo d'èxit. Publica per capítols a la Monthly Emerald amb el pseudònim femení Chiharu Yoshikawa.[2]

- Yoshiyuki Hatori (羽 鸟 芳 雪 Hatori Yoshiyuki; seiyū: Yuuichi Nakamura): editor en cap adjunt del departament editorial d'Emerald. Amic de la infància i editor de Chiaki Yoshino.[2]

- Shota Kisa (木 佐 翔 太 Kisa Shota; seiyū: Nobuhiko Okamoto): editor al departament editorial d'Emerald. Tot i semblar molt jove és, en realitat, el més jove del departament.[2]

- Kou Yukina (雪 名 皇 Yukina Kou; seiyū: Tomoaki Maeno): dependent de la Llibreria Marimo a temps parcial. És estudiant universitari de Belles Arts i està especialitzat en pintura a l'oli.[2]

- Zen Kirishima (桐嶋禅 Kirishima Zen; seiyū: Noboru Aotsuki): editor en cap de la revista Japun, adreçada al públic masculí, de l'editorial Marukawa Shoten. També és l'editor a càrrec del popular manga The Han.[2]

- Takafumi Yokozawa (横 泽隆 史 Yokozawa Takafumi; seiyū: Horiuchi Kenyuu): comercial a càrrec de les vendes de manga a la llibreria Marukawa. És conegut amb el sobrenom d'os furiós.[2]

## Manga
El manga, escrit i dibuixat per Shungiku Nakamura, va començar a publicar-se l'1 de juliol de 2008 per part de l'editorial Kadokawa Shoten.

## Anime
Sekaiichi Hatsukoi va ser adaptat a anime l'abril de 2011, creat per Studio DEEN, sota la direcció de Chiaki Kon, amb un total de 12 capítols. Poc després se'n va fer una segona temporada, l'octubre del mateix any, també formada per 12 capítols. L'any 2017 va sortir a la venda al mercat un recopilatori de DVD que incloïen les dues temporades i els OVA.
Una OVA es va incloure al cinquè volum del manga, publicat el març de 2011. També se n'ha fet una sèrie de CD Drames.